# 瘦長小寬角水蚤
瘦長小寬角水蚤（学名：Temorites elongata）为深角水蚤科小寬角水蚤屬下的一个种。其种加词“elongata”意为“长的”。